# Frankenia repens
Frankenia repens är en frankeniaväxtart som först beskrevs av Peter Jonas Bergius, och fick sitt nu gällande namn av Henry Georges Fourcade. Frankenia repens ingår i släktet frankenior, och familjen frankeniaväxter. Inga underarter finns listade i Catalogue of Life.